# Альметкин, Всеволод Алексеевич
Всеволод Алексеевич Альметкин (род. 19 января 2003, Нижнекамск, Татарстан) — российский хоккеист, нападающий. Мастер спорта России (2021).

## Биография
Начинал заниматься хоккеем в нижнекамском «Нефтехимике». С 2016 года — в системе казанского «Ак Барса», в сезоне 2019/20 дебютировал в команде МХЛ «Ирбис». В августе 2021 года попал в аварию на такси, получил пять переломов и сотрясение мозга. Вернулся на лёд через три месяца. С сезона 2022/23 стал играть за «Барс» в ВХЛ. 8 октября 2023 года в гостевом матче против «Адмирала» (2:1) дебютировал в КХЛ. С начала 2024 года играл за фарм-клуб «Ак Барса» «Нефтяник» Альметьевск в ВХЛ.